# Glu Mobile
Glu Mobile Inc. (anteriormente conocido como Sorrent) es una desarrolladora y distribuidora estadounidense de videojuegos para móviles en teléfonos inteligentes y tabletas. Fundada en San Francisco, California, en 2001, Glu ofrece productos a múltiples plataformas, incluyendo iOS, Android, Amazon, Windows Phone y Google Chrome. En 2008, la compañía compró Superscape.

## Historia
En diciembre de 2004, San Mateo, Sorrent, con sede en California, se fusionó con Macrospace, con sede en Londres. En junio de 2005, la empresa fusionada creó un nuevo nombre corporativo: Glu Mobile. Ese mismo año, Greg Ballard reemplazó al fundador de Sorrent, Scott Orr, como director ejecutivo. En 2006, Glu Mobile adquirió iFone y en 2007 adquirió el productor chino de juegos móviles Beijing Zhangzhong MIG Information Technology Co. Ltd. ("MIG"). En septiembre de 2007, Glu anunció el lanzamiento de Asteroids para teléfonos móviles. En marzo de 2008, Glu adquirió al desarrollador móvil Superscape con sede en San Clemente.
En enero de 2010, Niccolo de Masi se incorporó a Glu Mobile como presidente y director ejecutivo. De Masi fue anteriormente director general de Hands-On Mobile. Desde su llegada, Glu ha hecho la transición a un modelo de negocio freemium centrado en la propiedad intelectual original de Glu.
El 2 de agosto de 2011, Glu adquirió Griptonite Games. Su plantilla de 200 "aproximadamente el doble" de la capacidad de desarrollo interno de Glu.
En abril de 2012, Glu adquirió toda la franquicia Deer Hunter.
Glu Mobile compró Gamespy Technologies (la entidad responsable de los servicios multijugador de GameSpy) de IGN Entertainment en agosto de 2012, y procedió en diciembre a aumentar los costos de integración y cerrar los servidores de muchos juegos antiguos, incluida la serie Star Wars: Battlefront, Sniper Elite. , Microsoft Flight Simulator X y Neverwinter Nights, sin advertir a los desarrolladores ni a los consumidores. GameSpy Technologies permaneció operativo y no hizo ningún anuncio de un cierre inminente; las dos empresas de GameSpy eran entidades separadas y solo estaban relacionadas por su nombre. Glu también cerró los servidores multijugador en línea para varios títulos en Nintendo DS y Wii, como Mario Kart DS, Super Smash Bros. Brawl' ' y Mario Kart Wii. Glu cerró el resto de GameSpy a partir del 31 de mayo de 2014.
El 3 de septiembre de 2014, PlayFirst fue adquirida por Glu. La declaración oficial del CEO de Glu Mobile, Niccolo de Masi, decía: "Nos complace agregar oficialmente PlayFirst a la familia Glu y esperamos ofrecer nuevos productos 'DASH' a una audiencia mundial".
En abril de 2015, la empresa china Tencent pagó 126 millones de dólares por una participación del 15% en Glu Mobile. Tenía el 20.8% a partir de 2017.
El 22 de diciembre de 2016, se anunció que Glu Mobile había adquirido el juego de trivia QuizUp por US$7,5 millones. El 20 de enero de 2021, QuizUp se eliminó de las tiendas de aplicaciones y el 21 de enero de 2021 se anunció que "QuizUp" se suspenderá el 22 de marzo de 2021. Desde entonces, todas las compras están deshabilitadas.
En noviembre de 2016, Nick Earl se convirtió en director ejecutivo. La participación mayoritaria de las acciones de Glu está en manos de instituciones: a principios del tercer trimestre de 2012, la propiedad institucional era del 78% de las acciones en circulación.
Electronic Arts anunció en febrero de 2021 que planea adquirir Glu en un acuerdo estimado en US$2.4 mil millones. El mismo día del anuncio del acuerdo, se reveló que las empresas esperan que la adquisición se cierre en el segundo trimestre de 2021. En abril de 2021, EA completó la adquisición de Glu Mobile.

## Videojuegos
- 5-Card Draw Poker
- Adidas All-Star Football
- Age of Empires III Mobile
- Aliens: Unleashed
- Alpha Wing 2
- Amazing Battle Creatures *Zombies ate my friends
- Ancient Empires
- Ancient Empires II
- Aqua Teen Hunger Force
- Asteroids
- AstroPop
- ATV Off-Road Fury
- Baldur's Gate
- Battleship
- Beat It!
- Big Time Gangsta
- Blackjack Hustler
- Blood & Glory
- Blood & Glory 2: Legend
- Blur
- Bombshells: Hell's Belles
- Bonsai Blast
- Brain Genius
- Brain Genius 2
- Brain Genius 2 Deluxe
- Brain Genius Deluxe
- Brian Lara International Cricket 2007
- Britney Spears: American Dream
- Bush vs. Kerry Boxing
- Call of Duty 4: Modern Warfare
- Call of Duty: Black Ops Mobile
- Call of Duty: Modern Warfare - Force Recon
- Call of Duty: World at War
- Cannons
- Cannons Tournament
- Car Town
- Centipede
- Chaos Engine
- Chu Chu Rocket
- Cluedo
- Cluedo SFX
- Concentration
- Codename: KND MINIGAMES
- Colin McRae DiRT Mobile
- Cooking Dash
- Contract Killer
- Contract Killer 2
- Contract Killer Sniper
- Contract Killer: Zombies
- Contract Killer: Zombies 2
- Courage the Cowardly Dog: Haunted House
- Cooking Dash
- Crash 'N' Burn
- Crash 'N' Burn Turbo
- Daily Puzzle
- Death Dome
- Deer Hunter
- Deer Hunter 2
- Deer Hunter 3
- Deer Hunter Reloaded
- Deer Hunter 3D
- Deer Hunter Challenge
- Deer Hunter Classic
- Design Home[20]
- Dexter's Laboratory: Security Alert!
- Diner Dash
- Diner Dash 2: Restaurant Rescue
- Diner Dash 3
- Diner Dash 5: Boom!
- Diner Dash: Flo on the Go
- Diner Dash: Flo Through Time
- Diner Dash: Hometown Hero
- Diner Dash Adventures
- Dino Hunter: Deadly Shores
- Disney Sorcerer's Arena
- Dominoes
- Dragon Island
- Driver 3
- Driver: Vegas
- Ed, Edd n Eddy: Giant Jawbreakers
- Enchant U
- Eternity Warriors
- Eternity Warriors 2
- Eternity Warriors 3
- everGirl everGems
- Family Feud
- Family Guy: Time Warped
- Family Guy: Uncensored
- Fatal Force: Earth Assault
- Foster's Home: Balloon Bonanza
- FOX Sports Football '06
- Frontline Commando
- Frontline Commando 2
- Frontline Commando: D-Day
- Frontline Commando: WW2 Shooter
- Game of Life
- Gears & Guts
- Get Cookin'
- Glyder
- Glyder 2
- Guitar Hero 5
- Guitar Hero: Warriors of Rock
- Gun Bros.[21]
- Hero Project
- Hercules
- High Heels MahJong: In Her Shoes
- Hog On the Run
- HOYLE 6-in-1 Solitaire Pro
- Ice Age: Dawn of the Dinosaurs
- Ice Age: The Meltdown
- Indestructible
- Insaniquarium Deluxe
- Inuyasha
- Jamaican Bobsled
- Kasparov Chess
- Kim Kardashian: Hollywood
- Kendall and Kylie
- Katy Perry Pop
- Kingdom of Heaven
- Lemmings
- Lemmings Return
- Lil Kingdom
- LMA Manager 2008 [22]
- Love a Lemming
- Manchester United Football
- Marc Ecko's Getting Up
- Mech Battalion
- Men vs. Machines
- Mission: Impossible - Rogue Nation
- MLB Tap Sports Baseball 2018
- MLB Tap Sports Baseball 2019
- MLB Tap Sports Baseball 2020
- MLB Tap Sports Baseball 2021
- Monopoly
- Monopoly Here & Now
- Monsters vs. Aliens
- Mr. & Mrs. Smith
- My Dragon
- Nicki Minaj: The Empire[23]
- Project Gotham Racing Mobile
- QuizUp
- Racing Rivals
- Ren & Stimpy Pinball
- Restaurant DASH with Gordon Ramsay
- Reversi
- Robots
- Samurai VS Zombies Defence
- Samubies Defense 2
- Scooby-Doo!: Castle Capers
- Scooby-Doo! 2: Dark Dungeons
- Shadowalker
- SIMON
- Small Street
- Sniper X
- Space Monkey
- Speedball 2 Brutal Deluxe
- SpongeBob SquarePants: Prom of Doom
- Star Blitz
- Stardom: The A-List
- Stardom: Hollywood
- Stranded
- Super KO Boxing 2
- Super KO Boxing!
- Tap Sports Baseball 2015
- Tap Sports Baseball 2016
- Tap Sports Baseball 2017
- Tavern Quest
- The Chaos Engine
- The Flintstones Bedrock Bowling
- The Flintstones: Grocery Hunt
- The Lord of the Rings: Middle-Earth Defense
- The Powerpuff Girls: Bad Mojo
- The Price Is Right
- The Swift Life
- Tom and Jerry: Cheese Chase
- Tom and Jerry: Food Fight
- Tony Hawk: Vert[24]
- Terminator Genisys: Revolution
- Transformers
- Transformers G1: Awakening
- Transformers: la venganza de los caídos
- VBirds
- Virtua Tennis
- Wacky Races
- Watchmen
- Who Wants to Be a Millionaire?
- Who Wants to Be a Millionaire?: Celebrity Edition
- World Series of Poker – Hold'em Legend
- World Series of Poker – Pro Challenge
- World Series of Poker Player Advisor
- World Series of Poker: Texas Hold'em
- Yogi Bear Pic-A-Nic
- Zuma